# Prodaticus africanus
Prodaticus africanus is een keversoort uit de familie waterroofkevers (Dytiscidae). De wetenschappelijke naam van de soort is voor het eerst geldig gepubliceerd in 1976 door Rocchi.